# Log-Dragomer község
Log-Dragomer község (szlovén nyelven Občina Log-Dragomer) Szlovénia 212 alapfokú közigazgatási egységének, azaz községének egyike a Közép-Szlovénia statisztikai régióban. Adminisztratív központja Log pri Brezovici település. A község 2006-ban jött létre, amikor kivált Vrhnika községből. A község a történelmi Belső-Krajna régió része.

## A községhez tartozó települések
A községhez Log pri Brezovici székhelyen kívül Dragomer és Lukovica pri Brezovici települések tartoznak.

## Népesség
| Lakosok száma | 3484 | 3551 | 3628 | 3640 | 3665 | 3630 | 3611 | 3656 | 3654 | 3642 |
|               | 2008 | 2009 | 2011 | 2012 | 2013 | 2015 | 2016 | 2017 | 2019 | 2020 |